# Le Prince de minuit
Pour plus de détails, voir Fiche technique et Distribution.
Le Prince de minuit (Midnight Masquerade) est un téléfilm américain de Graeme Campbell avec Autumn Reeser et Christopher Russell, diffusé aux États-Unis le 26 octobre 2014 sur Hallmark Channel et en France le 26 décembre 2015 sur TF1.

## Synopsis
Exploité par son patron, un jeune avocat naïf voit sa vie changer lorsqu'il croise la route de la belle Elyse Samford, directrice d'une entreprise de confiserie. Le bal d'Halloween sera le cadre de leur premier tête à tête…

## Autour du film
Une version moderne du conte de Cendrillon, où les rôles homme/femme sont inversés.

## Distribution
- Autumn Reeser (VF : Olivia Luccioni) : Elyse Samford
- Christopher Russell (VF : Antoine Schoumsky) : Rob Carelli
- Richard Burgi (VF : Bernard Lanneau) : Howard Samford
- Helen Colliander (VF : Camille Donda) : Ruby
- Damon Runyan (VF : Thomas Roditi) : Emmett Higgins
- Chris Gillett (VF : Patrick Floersheim) : Carter Higgins
- Neil Crone (VF : Philippe Catoire) : Sam
- Danny Smith (VF : Jérémy Bardeau) : Andrew Higgins
- Kim Roberts (VF : Annie Milon) : Merry
- Shauna MacDonald : Hélène
- Patrice Goodman (VF : Sophie Baranes) : Brianna
- Anand Rajaram (VF : Didier Cherbuy) : Dylan
- Lisa Boivin : Enid
- Deven Stillar : Avocat 1
- Kelsey Ruhl : Irène
- Claire Calarco : Juge
- Kelly Boegel : Avocat 2

- - VF[3]